# Овад болотяний
Овад болотяний (Cistothorus palustris) — вид горобцеподібних птахів родини воловоочкових (Troglodytidae). Поширений в Північній Америці.

## Поширення
Вид поширений в Мексиці, США та на півдні Канади. Північні популяції взимку мігрують до південних США та Мексики. Середовищем його розмноження є болотисті місцевості з високою рослинністю, наприклад рогіз.

## Опис
Дрібний птах, завдовжки 10-14 см, вагою 8,5-14 г. Дорослі особини мають коричневу верхню частину тіла зі світло-коричневим животом і боками, білим горлом і грудьми. Спина чорна з білими смугами. У них темна шапка з білою лінією над очима і короткий тонкий дзьоб.

## Спосіб життя
Живиться різними безхребетними, зокрема комахами та павуками. Значну частину раціону складають комахи, які живуть у воді. Здебільшого поживу шукає на дні очеретяних заростей, близько до поверхні води або дна болота.
Гніздо — овальний масив, прикріплений до болотної рослинності, з входом збоку. Зазвичай відкладає від 4 до 6 яєць, хоча їхня кількість може коливатися від 3 до 10. Самець будує багато гнізд, які він не використовує на своїй території.

## Підвиди
Виділяють до 17 підвидів:
Східна група підвидів
- C. p. dissaeptus Bangs, 1902 — від південного Онтаріо на південь до північного Огайо та розрізнені локалітети у горах Західної Вірджинії.
- C. p. palustris (Wilson, 1810) — від Род-Айленда на південь до прибережних районів Вірджинії та до долини річки Потомак.
- C. p. waynei (Dingle & Sprunt Jr., 1932) — прибережні регіони південної частини Вірджинії та Північної Кароліни.
- C. p. griseus Brewster, 1893 — прибережні болота від північно-східної Південної Кароліни на південь до північно-східної Флориди.
- C. p. marianae Scott, 1888 — узбережжя Мексиканської затоки від Міссісіпі до Флориди.

Західна група підвидів
- C. p. plesius Oberholser, 1897 — від південно-східного Айдахо на південь до центрального Колорадо та Нью-Мексико.
- C. p. pulverius (Aldrich, 1946) — центральна Британська Колумбія та центральне Айдахо на південь до північно-східної Каліфорнії та північно-західної Невади.
- C. p. browningi Rea, 1986 — крайній південний захід Канади на південь до центрального Вашингтона.
- C. p. paludicola S. F. Baird, 1864 — південно-західний Вашингтон і північно-західний Орегон.
- C. p. aestuarinus (Swarth, 1917) — центральна Каліфорнія, долини річок Сакраменто і Сан-Хоакін до дельти останньої.
- C. p. clarkae Unitt, Messer & Thery, 1996 — прибережні регіони півдня Каліфорнії від Лос-Анджелеса до Сан-Дієго.

Інші
- C. p. laingi (Harper, 1926) — від північної Альберти та центрального Саскачевану на схід до південно-східної Манітоби, північно-східної Монтани.
- C. p. iliacus (Ridgway, 1903) — від Манітоби та південно-західного Онтаріо на південь до східного Канзасу та Міссурі.
- C. p. tolucensis (Nelson, 1904) — центральна Мексика.